# Taufbecken Notre-Dame-de-la-Nativité (Jouy-le-Moutier)

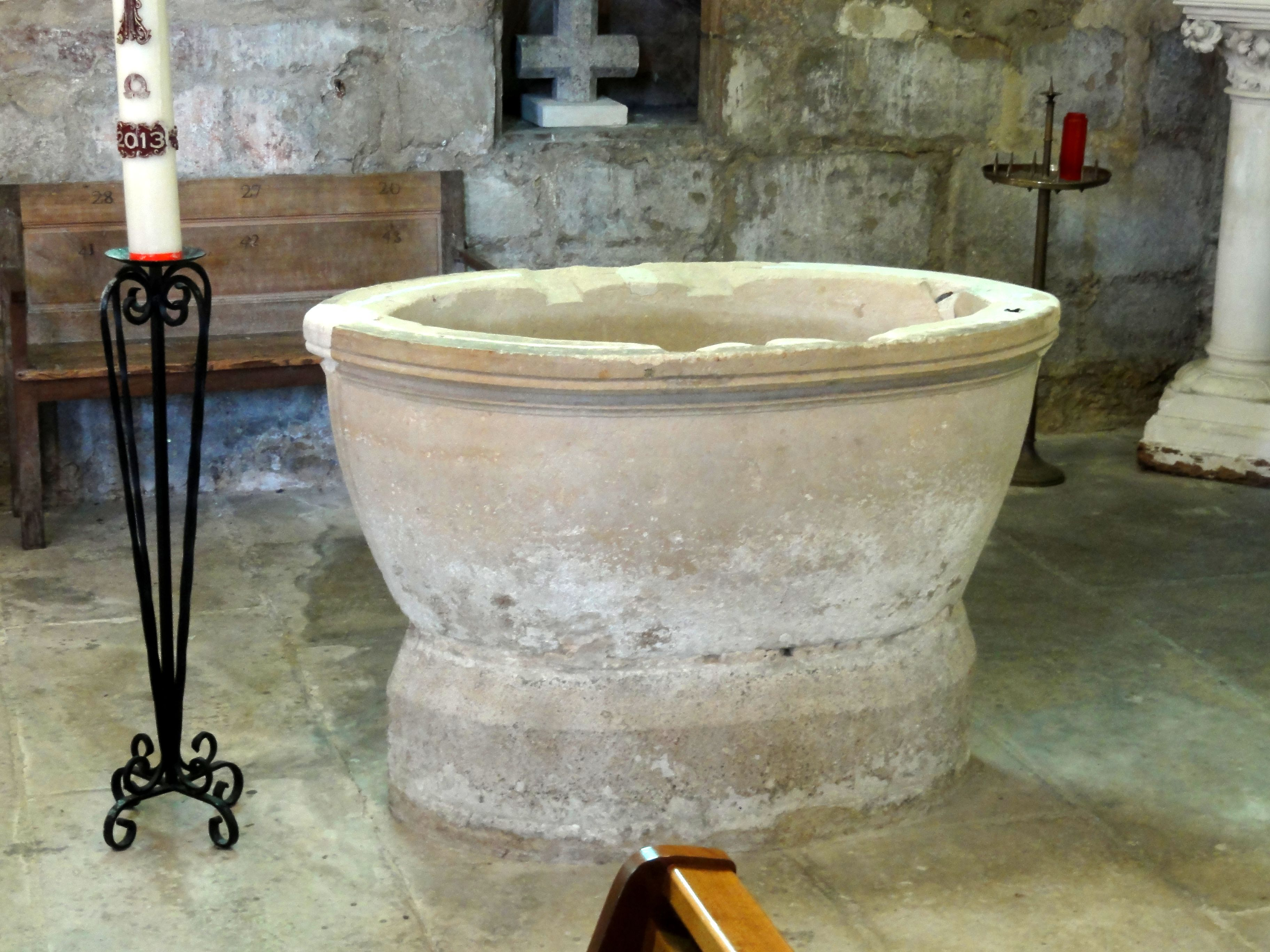
Taufbecken in Jouy-le-Moutier

Das Taufbecken in der römisch-katholischen Kirche Notre-Dame de la Nativité in Jouy-le-Moutier, einer französischen Gemeinde im Département Val-d’Oise in der Region Île-de-France, wurde im 13. Jahrhundert geschaffen. Im Jahr 1930 wurde das gotische Taufbecken als Monument historique in die Liste der geschützten Objekte (Base Palissy) in Frankreich aufgenommen.
Das an den Enden spitz zulaufende Taufbecken aus Stein ist kaum verziert.